# Курносовское сельское поселение
Курносовский сельский округ — сельский округ в Большереченском районе Омской области.
Административный центр — село Курносово.

## География
Курносовское сельское поселение расположено в 20 км от районного центра Большеречье.
Равнинный рельеф и связанные с ним почвенно-климатические условия оставили свой отпечаток на становление  и развитие  хозяйства, в структуре которого преобладающее место занимает аграрный  сектор.

## История
В 1965 году был образован Курносовский сельский совет путём переименования Петровского сельского совета с переносом центра в село Курносово.
В 1990-х годах сельский совет преобразован в сельскую администрацию.
В начале 2000-х сельская администрация преобразована в сельский округ.

## Административное деление
| статус  | населённый пункт | год основания |
| ------- | ---------------- | ------------- |
| село    | Курно́сово        | 1797          |
| деревня | Добролю́бовка     | 1909          |
| деревня | Су́хо-Карасу́к     | ?             |
| деревня | Куйгалы́          | ?             |

## Население
| 2010 | 2011 | 2012 | 2013 | 2014 | 2015 | 2016 |
| ---- | ---- | ---- | ---- | ---- | ---- | ---- |
| 1001 | ↘995 | ↘983 | ↘950 | ↘922 | ↘906 | ↗916 |
| 2017 | 2018 | 2019 | 2020 | 2021 | 2023 |      |
| ↘909 | ↘905 | ↘875 | ↘843 | ↘751 | ↘717 |      |

## Инфраструктура
На территории сельского поселения расположены:
- 3 ФАПа,
- 2 библиотеки,
- 2 сельских клуба,
- 2 школы: Курносовская СОШ, Куйгалинская ООШ (ставшая в 2010 году структурным подразделением Курносовской СОШ),
- 7 магазинов,
- отделение электросвязи ,
- отделение почтовой связи,
- участок лесхоза.

Сельское хозяйство на территории Курносовского сельского поселения является приоритетным. Повышение жизненного уровня населения напрямую связано с развитием сельхозпроизводства различных форм собственности. Хотя на данный момент, трудно говорить о каких либо улучшениях так как  зарегистрированное на территории поселения ООО «Курносово» некогда бывшее крупным сельхозпредприятием и обеспечивавшим работой большую часть населения, на данный момент, к сожалению, практически прекратило своё существование.
Так же на территории поселения функционирует КФХ Ложкина С.В., которое не в пример ООО «Курносово» продолжает расти  и развиваться. Деятельность КФХ направлено в основном, на работу с землёй.
Посевные площади в 2010 году составляли порядка 1100 га ., урожайность зерновых  в среднем 22 центнера с га., среди сельхозпредприятий Большереченского муниципального района это второй результат!